# Chanel
Шанел је француска приватна компанија у власништву Алеина и Герарда Ветермејра који такође послују са Габријелом Шанел. Шанел је висока модна кућа која је специјализована за високу моду и конфекцију, луксузну робу и модне додатке. У својој младости, Габријела је добила надимак Коко. Као модни дизајнер, Коко Шанел је задовољила женски укус елеганције у облачењу, са блузама и оделима, панталонама и хаљинама и накитом једноставног дизајна, који је заменио богату, надограђену и конструктивну одећу и додатну опрему моде из 19. века. Шанелове брендове производа карактеришу модни модели и глумице, укључујући Инес де Ла Фресанге, Ванеса Парадис, Никол Кидман, Ана Моуглалис, Аудреи Таутоу Марилин Монро.
Шанeлова кућа је позната по „црној хаљини” и парфему бр. 5. Одјећа је удобна и приступачна. Шанел је револуционирао моду – високу моду и свакодневну моду замјеном структурираних силуета, заснованих на корзету, са одјећом која је функционална и истовремено ласкава према женској фигури .
Шанел је користио боје традиционално повезане са мушкостима у Европи, као што је сиво и морнарско плаво, да би означила женско храброст карактера. 

## Историја

### Успостављање и признавање -1909-1920
Шанелова кућа настала је 1909. године када је Габриела Шанел отворила радионицу у приземљу париског стана социјалног и текстилног бизнисмена Етина Балсана. Пошто је стан Балсана био и салон француске ловачке и спортске елите, Шанел је имао прилику да упозна своје богате жене , које су као такве биле модне жене, на којима су богати показали своје богатство - одеће, накита и шешира.
Коко Шанел је тако могла да им продаје шешире које је дизајнирала и направила; она је тако зарађивала за живот, независно од свог финансијског спонзора, друштва Балсан. Током тих салона Коко Шанел спријатељила се са Артуром Цепелом, пријатељем енглеског друштва и пријатељицом поло играча Етиена Балсана. Први светски рат (1914—1918) је утицао на европску моду кроз оскудицу материјала и мобилизацију жена. За то време, Шанел је отворио велику продавницу хаљина у улици 31 Камбон, у близини хотела Ритз, у Паризу. Међу одјећама на продају су блузе од морнара, дуге џемпери од тканине дреса и одећа од сукње и јакне.
Године 1915. и 1917. магазин Харпер'с Базаар је објавио да су одјећа куће Шанел"на списку сваког купца" за фабрике одјеће у Европи. Продавница одеће Шанел у улици 31 руе Цамбон представила је ансамблима за хаљину и капут од једноставног дизајна, а црне вечерње хаљине украшене чипком; и хаљине од тила, украшене млазом, мањи материјал од драгог камења.
Након Првог светског рата, Шанел по модним трендовима из 1920-их година, произвео је хаљине, које је нарочито популарна жена Флапера. До 1920. године, Шанел је дизајнирао и представио женско одело о- састављено од две одеће или од три одеће - што је омогућило женама да имају модеран, женски изглед, док су удобни и практични за одржавање.
1921. године, како би допунила одело , Коко Шанел је наручила да се направи парфем за Шанелову кућу, парфеми укључују парфем Но.5, назван по броју узорка који је Шанел највише волела. Првобитно, боца број 5 де Шанел била је поклон клијентима Шанела. Популарност парфема потакла је из Шанелове куће да га понуди за продају на мало 1922.
1923. године, како би објаснила успех своје одеће, Коко је у часопису Харпер'с Базаар рекла да дизајн "једноставности је главна тема свих истинских елеганција".

### Пословни партнери - крајем1920-их
Успех је охрабрио Шанел да прошири продају парфема изван Француске и Европе и развије друге парфеме - за које је тражила инвестициони капитал, пословну пажњу и приступ тржишту Северне Америке. Ипак, упркос успјеху Шанелове моде и парфимерије, лични односи између Коко и њеног капиталистичког партнера су се погоршали, јер јеКоко рекла да је Пјер Вертхеимер искористио своје таленте као модни дизајнер и као бизнисмена. Вертхеимер је подсетио Шанелову да ју је учинио веома богатом женом; и да је његов ризични капитал финансирао продуктивну експанзију Шанелове парфимерије која је створила богатство које су уживали, све од успјеха број 5 де Шанел.
Ипак, незадовољна, пословна жена Габриел ангажовала је адвоката Ренеа да преговара о партнерству од 10% који је ушла 1924. године са компанијом Парфема Шанела; преговори између адвоката и адвоката нису успели, а проценти партнерства остали су као што је утврђено у првобитном пословном уговору међу Вертхеимером, Баделом и Шанеловом. 

### Елеганција и рат
Године 1932. Шанел је представио изложбу накита посвећену дијаманту као модни додатак; у њему су представљене огрлице од комета и фонтане од дијаманата, које су биле таквог оригиналног дизајна, да их је Шанел поново презентирао 1993. Штавише, Шанел је до 1937. проширио асортиман своје одеће на више жена и представио одећу дизајнирану за младу жену.

### Шанел после Габриеле
1981, Шанел је покренуо Антеус, тоалетну воду за мушкарце. Године 1983. Карл Лагерфелд постао је главни дизајнер Шанела. Као и Коко, он је гледао у прошлост као инспирацију за његове дизајне. Он је инкорпорирао тканине Шанела и детаљније као што су златни акценти и ланци. Лагерфелд је задржао оно што је био потпис за Шанел, али је такође помогао да се бренд уђе у данашњу моду.
У каснијим колекцијама Лагерфелд је одлучио да се одвоји од лажног изгледа Шанела и почео да експериментише са тканинама и стиловима. Током осамдесетих година прошлог века широм свијета отворено је више од 40 Шанел бутика. До краја осамдесетих, бутици су продали робе у распону од парфема од 200 долара по комаду , балеринским папучама од 225 долара до хаљина од 11.000 долара и кожних торбица од 2.000 америчких долара. Козметику Шанел и мирисе дистрибуирали су само продавници Шанел. Тржиште Шанела,Џин Хоех , објаснио је приступ компаније, рекавши: "Ми уводимо нови мирис сваких 10 година, а не сваке три минуте као и многи конкуренти." Не мешамо потрошача. "Са Шанеломом, људи знају шта очекивати. Врате се нама, у свим годинама, док улазе и напуштају тржиште. " Лансирање новог мириса из 1984. године, у част оснивача, Коко, наставило је успјешност ове етикете. 1986. године Шанел је склопио уговор са часовничарима, а 1987. године дебитовао је први сат Шанел. До краја деценије Алаин је преселио канцеларије у Њујорк.

## Логотип
Логотип Шанела се састоји од два уоквирена, супротна слова-Ц, једна са лијевом лицем, једна са десне стране. Логотип је добио Шанелова у Ници и није био регистрован као заштитни знак док нису основане прве продавнице у Шанела. Са другим произвођачима, Шанел је мета фалсификатора. Кина је главни добављач. Аутентична класична торбица Шанел има око 4,150 америчких долара, а фалсификатор обично кошта око 200 долара. Почевши од деведесетих година, све аутентичне торбе за Шанел су нумерисане.